# 尾澤佳美
尾澤 佳美（おざわ よしみ、1983年10月11日 - ）は、日本のモデル。学位は学士。新字体で尾沢 佳美（おざわ よしみ）とも表記される。妹の尾澤直美とあわせて尾澤姉妹（おざわしまい）とも呼称される。

## 人物
埼玉県出身。大学在学中から読者モデルとして活動し、大学卒業後は活動の場を『CanCam』や『AneCan』などに広げている。
双子の妹である尾澤直美もモデルとして活動しており、坊農さやかや山岡由依らとともに「Miss CampusPark Model 2005 Winter Collection」などに選ばれた。なお、佳美と直美は同時期にモデルとして活動しており、『ViVi』をはじめとする雑誌や、そのほかのモデルとしての活動において、競演することもあった。